# Presa de Kambaratinsk
La presa Kambaratinsk (también conocida como el Proyecto Kambaratinsk o el Proyecto hidroeléctrico Kambaratinsk) es la sexta presa planeada en el río Naryn en el centro de Kirguistán. Será una de las presas rellenas de roca más grandes del mundo cuando se termine, alzándose hasta aproximadamente 256 metros de alto y conteniendo alrededor de 370 000 000 m³ de roca y tierra. La central hidroeléctrica en la base de la presa generará 1 860 MW.
El método poco convencional de construcción de la presa será ayudada principalmente por aproximadamente 440 000 toneladas[cita requerida] de explosivos, lo que causará corrimientos de tierra que represarán al río Naryn. Antes de que tengan lugar las explosiones, la central hidroeléctrica, los túneles de desvío y otras estructuras se habrán terminado.